# Карада
Карада (правопис по Американската система BGN Karadah) е една от деветте единици, на които административно е разделена иракската столица Багдад.
Представлява сравнително нов търговски център с два подрайона: Карада Джауа и Карада Бърра. Същинският традиционен пазар обаче се намира в квартал Расафе на източния бряг на река Тигър. На западния бряг е разположен кварталът Кърх.